# Christopher O'Connell

Christopher O'Connell (Sídney, Australia, 3 de junio de 1994) es un tenista australiano. Su mejor puesto en la Clasificación ATP individual ha sido el 78.º en noviembre de 2022, y en dobles, el 460.º en 2022. A nivel individual ha logrado dos títulos de la categoría Challenger.

## Títulos enChallengersyFutures(15; 14+1)
| Leyenda             | Individuales | Dobles |
| ------------------- | ------------ | ------ |
| ATP Challenger Tour | 5            | 0      |
| ITF Futures Series  | 9            | 1      |

### Individuales (13)
| N.º | Fecha                    | Torneo            | Superficie    | Oponentes                | Resultado           |
| --- | ------------------------ | ----------------- | ------------- | ------------------------ | ------------------- |
| 1.  | 8 de junio de 2014       | F12 Croacia       | Tierra batida | Gastón-Arturo Grimolizzi | 7-6(4), 3-6, 7-6(1) |
| 2.  | 28 de febrero de 2016    | F1 Port Pirie     | Dura          | Blake Mott               | 7-6(6), 3-6, 6-2    |
| 3.  | 24 de julio de 2016      | F1 Belgrado       | Tierra batida | Nerman Fatić             | 6-4, 6-1            |
| 4.  | 14 de agosto de 2016     | F4 Novi Sad       | Tierra batida | Stefano Travaglia        | 7-6(6), 6-4         |
| 5.  | 16 de octubre de 2016    | F8 Cairns         | Dura          | Blake Mott               | 0-6, 6-2, 6-4       |
| 6.  | 20 de noviembre de 2016  | F10 Blacktown     | Dura          | Max Purcell              | 6-2, 6-2            |
| 7.  | 28 de abril de 2019      | M15 Antalya       | Tierra batida | Jonáš Forejtek           | 2-6, 6-4, 6-1       |
| 8.  | 19 de mayo de 2019       | M25 Doboj         | Tierra batida | Botic van de Zandschulp  | 6-4, 7-6(1)         |
| 9.  | 23 de junio de 2019      | M15 Balatonalmádi | Tierra batida | Gergely Madarász         | 6-3, 6-1            |
| 10. | 18 de agosto de 2019     | Cordenons         | Tierra batida | Jeremy Jahn              | 7-5, 6-2            |
| 11. | 13 de octubre de 2019    | Fairfield         | Dura          | Steve Johnson            | 6-4, 6-4            |
| 12. | 24 de abril de 2022      | Split             | Tierra batida | Zsombor Piros            | 6-3, 2-0 ret.       |
| 13. | 6 de noviembre de 2022   | Yokohama          | Dura          | Yosuke Watanuki          | 6-1, 6-7(5), 6-3    |
| 14. | 15 de septiembre de 2024 | Guangzhou-2       | Dura          | Sho Shimabukuro          | 1-6, 7-5, 7-6(5)    |

### Dobles (1)
| N.º | Fecha                    | Torneo      | Superficie    | Pareja       | Oponentes en la final  | Resultado |
| --- | ------------------------ | ----------- | ------------- | ------------ | ---------------------- | --------- |
| 1.  | 14 de septiembre de 2014 | F17 Croacia | Tierra batida | Jonny O'Mara | Blaž Bizjak Peter Mick | 6-2, 6-4  |

## Clasificación histórica
| Torneo                 | 2017 | 2018 | 2019 | 2020 | 2021 | 2022 | 2023 | 2024 | Títulos | G–P   | Porcentaje |
| ---------------------- | ---- | ---- | ---- | ---- | ---- | ---- | ---- | ---- | ------- | ----- | ---------- |
| Torneos de Grand Slam  |      |      |      |      |      |      |      |      |         |       |            |
| Abierto de Australia   | 1R   | A    | A    | 1R   | 2R   | 3R   | 1R   | 2R   | 0       | 4-6   | 40%        |
| Roland Garros          | A    | A    | A    | A    | 1R   | 1R   | 1R   | A    | 0       | 0-3   | 0%         |
| Wimbledon              | A    | A    | A    | ND   | 1R   | A    | 3R   | 1R   | 0       | 2-3   | 50%        |
| Abierto de los EE. UU. | A    | A    | A    | 2R   | A    | 1R   | 2R   | 3R   | 0       | 4-4   | 50%        |
| Ganado-Perdido         | 0-1  | 0-0  | 0-0  | 1-3  | 2-3  | 3-4  | 3-3  | 1-2  | 0       | 10-16 | 38%        |

Actualizado al 16 de septiembre de 2024